# Galima Bukharbaeva
Galima Bukharbaeva född 1974 är en uzbekisk journalist som skriver för UzNews. Hon är känd som en hård kritiker av Uzbekistans president Islam Karimov och hans regim men också mot de religiös ledarena som vill  skapas en islamisk stat i landet. Hon fick i 2005 utmärkelsen CPJ International Press Freedom Awards efter att ha skrivit om massakern i Andizjan.
Bukharbaeva är gift med den tyske journalist Marcus Bensmann, som arbetar för den schweiziska dagstidningen Neue Zurcher Zeitung, paret bor i Düsseldorf.